# 角突网纹蚤
角突网纹蚤（学名：Ceriodaphnia cornuta）为蚤科网纹蚤属的动物。分布于巴基斯坦、印度、斯里兰卡、越南、日本、美国、巴西、喀麦隆、肯尼亚、苏丹、大洋洲、台湾岛以及中国大陆的广东、广西、福建、浙江、江苏、安徽、江西、湖南、四川、山东、河北、辽宁、云南、陕西等地，属于嗜暖性物种。其常生活于湖泊、水库、池塘、水沟、泥潭以及水稻田中。